# Mecika, Plevna
Mecika (în bulgară Мечка) este un sat în comuna Plevna, regiunea Plevna,  Bulgaria. 

## Demografie
Componența etnică a satului Mecika
     Nicio identificare (10,77%)
     Bulgari (54,41%)
     Turci (32,2%)
     Romi (2,2%)
     Altele (0,38%)
La recensământul din 2011, populația satului Mecika era de 770 locuitori. Din punct de vedere etnic, majoritatea locuitorilor (54,41%) erau bulgari, existând și minorități de turci (32,2%) și romi (2,2%). Pentru 10,77% din locuitori nu este cunoscută apartenența etnică.